# Фактор мутности
Фа́ктор му́тности — характеристика мутности атмосферы, отношение коэффициента ослабления для действительной атмосферы "а" к коэффициенту ослабления для идеальной атмосферы "А" (формула 3).
Все ослабления радиации путём поглощения и рассеяния можно разделить на две части: ослабления постоянными газами (идеальной атмосферой) и ослабление водяным паром и аэрозольными примесями. Коэффициент ослабления "а", входящий в формулу 1, отражает то и другое.
1. I = Ioe^(-am)
2. а = АТ
3. Т = а/А
4. I = Ioe^(-A_m T)

Но можно выделить из него ту часть, которая выражает ослабление постоянными газами. Коэффициент ослабления для идеальной атмосферы А определён с достаточной степенью точности.
Подставив в формулу 1 выражение 2, получим формулу 4.
Отсюда видно, что ослабление радиации в действительной атмосфере можно выразить формулой 4, в которую подставлен коэффициент ослабления для идеальной атмосферы; но только массу атмосферы нужно увеличить в Т раз. Иначе говоря, фактор мутности даёт число идеальных атмосфер, которое нужно взять, чтобы получить такое же ослабление радиации, какое производит действительная атмосфера.
Средние значения фактора мутности в равнинных пунктах умеренных широт близки к 3; в больших городах, где воздух особенно загрязнён, они могут превышать 4. В тропиках Т ближе к 4 и более. В горах значение Т — 2-3. Зимой они наименьшие, летом наибольшие, что просто объясняется годовым ходом влажности и запыление воздуха. При вторжении арктических воздушных масс, когда нижняя часть тропосферы занята воздухом, недавно пришедшим из Арктики и содержащим мало водяного пара и пыли, Т понижается на равнинных станциях, например в Москве, до 2 и ниже. Напротив, при вторжении тропического воздуха, содержащего много влаги и пыли, фактор мутности в Москве даже в среднем больше 3.5.